# Lookwartier
Het Lookwartier is een nieuwbouwwijk in Doetinchem, als resultaat van de uitwerking van het Masterplan Schil. 
De nieuwbouwwijk is in januari 2011 opgeleverd. In het Lookwartier is de nieuwbouw van de Schouwburg Amphion gelegen, Bioscoop CineCity en de Looparkeergarage. Tot medio 2007 stond op deze plaats het hoofdkantoor van vervoersberdrijf Syntus. De wijk is gelegen aan het rand van het centrum van Doetinchem.